# Edition text + kritik
edition text + kritik ist ein Verlag mit einem kulturwissenschaftlichen Programmschwerpunkt, insbesondere auf Literatur, Musik und Film des 20. und 21. Jahrhunderts.

## Verlagsgeschichte
Der Verlag verdankt seinen Namen der Zeitschrift TEXT+KRITIK, die 1963 von Heinz Ludwig Arnold gegründet und 1969 vom Boorberg Verlag übernommen wurde.
Neben der Zeitschrift entwickelte sich bald ein breites, geisteswissenschaftliches Programm mit heute mehr als 1000 lieferbaren Titeln aus den Bereichen Literatur, Musik, Film und Kulturwissenschaften, das auch viele Reihen und Nachschlagewerke in Loseblattform enthält.
Jährlich erscheinen etwa 60 neue Titel.
Am 1. Januar 1975 wurde die edition text+kritik ein selbstständiger Verlag in der Rechtsform einer GmbH, Anfang 2009 wurde er in den Boorberg Verlag reintegriert.  Heinz Ludwig Arnold blieb bis zu seinem Tod 2011 Herausgeber der Zeitschrift TEXT+KRITIK. Verleger ist seit 1975 Berndt Oesterhelt. Sitz der edition text+kritik ist München.

## Verlagsprogramm
Neben TEXT+KRITIK publiziert der Verlag die Zeitschriften Musik-Konzepte, von Heinz-Klaus Metzger und Rainer Riehn begründet und heute von Ulrich Tadday herausgegeben, und Film-Konzepte, begründet von Thomas Koebner und herausgegeben von Michaela Krützen, Fabienne Liptay und Johannes Wende. Beide Reihen widmen sich zumeist von Heft zu Heft jeweils einem Künstler und seinem Werk unter besonderer Berücksichtigung des politischen, kulturellen und historischen Kontexts. Seit 2014 erscheint die Reihe FilmMusik, herausgegeben von Guido Heldt, Tarek Krohn, Peter Moormann und Willem Strank, die sich mit der Interaktion von Film und Musik auseinandersetzt und sich in ihrem Debütband der Musik von Ennio Morricone widmet.
Außerdem erscheinen in der edition text + kritik diverse Buchreihen und Einzelpublikationen, die sich mit verschiedenen Themen der Literatur, Musik, des Films oder anderen Aspekten der Geisteswissenschaften beschäftigen. Eigene Reihen widmen sich zum Beispiel der Exilforschung, Avantgarde-Phänomenen nach 1945 (NeoAvantgarden), der Geschichte der deutschen Filmkritik (FILM & SCHRIFT) oder dem Umgang mit dem Filmerbe (Film-Erbe). Die Reihe Schreiben andernorts, herausgegeben von Renate Oesterhelt, legt einen Schwerpunkt auf fremdsprachige Autoren der Gegenwart. Mit den Anfängen der modernen Literatur befassen sich als einzige belletristische Reihe des Verlages die Frühen Texte der Moderne.
Ein weiterer Schwerpunkt des Verlagsprogramms findet sich in den zahlreichen Studien zu Arno Schmidt. Besonders prominent und umfangreich ist das seit 1972 erscheinende Periodikum Bargfelder Bote, bis 2009 herausgegeben von Jörg Drews und seit dessen Tod von Friedhelm Rathjen.
Darüber hinaus erscheinen diverse Nachschlagewerke, die größtenteils auf dem Portal nachschlage.net bereitstehen. Hier kann man online auch auf die Inhalte von TEXT+KRITIK und Bargfelder Bote zugreifen. Im Gegensatz zu vielen anderen Nachschlagewerken werden die als Loseblattwerke konzipierten Lexika der edition text + kritik kontinuierlich fortgesetzt.
Bereits 1999 wurde das KLG auf der Frankfurter Buchmesse als erstes Nachschlagewerk auf CD-ROM präsentiert. Sukzessive erfolgt seit 2013 eine weitergehende Digitalisierung des Programms. So sind mittlerweile Neuerscheinungen zentraler Reihen (u. a. die Film-Konzepte, das CineGraph Buch und die Zeitschrift TEXT+KRITIK) neben der Printversion auch als E-Book erhältlich.

## Publikationen (Auswahl)

### Buchreihen
- CineGraph Buch. Herausgegeben von Hans-Michael Bock, Jan Distelmeyer und Jörg Schöning.
- Dialektische Studien. Im Auftrag des Theodor W. Adorno Archivs, begründet und herausgegeben von Rolf Tiedemann.
- Die Filme der HFF, herausgegeben von Michaela Krützen.
- Exilforschung. Ein internationales Jahrbuch, herausgegeben im Auftrag der Gesellschaft für Exilforschung von Claus-Dieter Krohn und Lutz Winckler.
- FILM & SCHRIFT, herausgegeben von Rolf Aurich und Wolfgang Jacobsen in Zusammenarbeit mit der Deutschen Kinemathek – Museum für Film und Fernsehen.
- Film-Erbe, herausgegeben von Chris Wahl.
- FILMEXIL, herausgegeben vom Filmmuseum Berlin – Deutsche Kinemathek, letzter Band 2005 erschienen.
- FilmMusik, herausgegeben von Guido Heldt, Tarek Krohn, Peter Moormann und Willem Strank.
- FILMtext, herausgegeben von Helga Belach und Hans-Michael Bock, letzter Band 1998 erschienen.
- Frankfurter Adorno Blätter, im Auftrag des Theodor W. Adorno Archivs, begründet und herausgegeben von Rolf Tiedemann, letzter Band 2003 erschienen.
- Frauen und Exil, herausgegeben von Inge Hansen-Schaberg.
- Frühe Texte der Moderne, herausgegeben von Jörg Drews, Hartmut Geerken und Klaus Ramm.
- Hugo-Ball-Almanach. Studien und Texte zu Dada. Neue Folge, herausgegeben von der Stadt Pirmasens in Verbindung mit der Hugo-Ball-Gesellschaft.
- Jahrbuch zur Kultur und Literatur der Weimarer Republik, herausgegeben von Sabine Becker, Robert Krause und Reiner Marx.
- NeoAvantgarden, herausgegeben von Hans-Edwin Friedrich und Sven Hanuschek.
- Projektionen. Studien zu Natur, Kultur und Film, herausgegeben von Thomas Koebner.
- Publikationen des Deutschen Theatermuseums, herausgegeben vom Deutschen Theatermuseum.
- Schreiben andernorts, begründet und herausgegeben von Renate Oesterhelt.
- Schriften der Gesellschaft für europäisch-jüdische Literaturstudien, herausgegeben von Alfred Bodenheimer und Barbara Breysach.
- treibhaus. Jahrbuch für die Literatur der fünfziger Jahre, herausgegeben von Günter Häntzschel, Sven Hanuschek und Ulrike Leuschner.
- Veröffentlichungen des Brahms-Instituts an der Musikhochschule Lübeck, herausgegeben von Wolfgang Sandberger.

### Zeitschriften
- Bargfelder Bote
- Film-Konzepte
- Musik-Konzepte
- TEXT+KRITIK

### Nachschlagewerke
- CineGraph – Lexikon zum deutschsprachigen Film
- Komponisten der Gegenwart (KDG)
- Kritisches Lexikon zur deutschsprachigen Gegenwartsliteratur (KLG)
- Kritisches Lexikon zur fremdsprachigen Gegenwartsliteratur (KLfG)
- Lexikon der Illustration im deutschsprachigen Raum seit 1945 (LdI)